# Никола Темелковски
Никола Георгиев Темелковски (на македонска литературна норма: Никола Темелковски) е юрист от Северна Македония, бивш директор на държавното предприятие „Комуналец“ - Битоля, през 2012 година лустриран като сътрудник на югославските тайни служби.

## Биография
Никола Темелковски е роден на 11 ноември 1951 година в град Битоля, ФНРЮ. Завършва право, а в периода 1983 - 1990 година е сътрудник на югославските тайни служби и редовно пише доноси по линия на националистически прояви, изключително срещу хора с българско самосъзнание в Македония. В периода 2002 - 2003 година е разследван за финансови злоупотреби, чрез които е ощетил ръководеното от него предприятие с близо 100 000 евро. По същото време е кандидат съдия за Битолския окръжен съд.